# Northwest Roseau (Minnesota)
Northwest Roseau es un territorio no organizado ubicado en el condado de Roseau en el estado estadounidense de Minnesota. En el Censo de 2010 tenía una población de 25 habitantes y una densidad poblacional de 0,08 personas por km².

## Geografía
Northwest Roseau se encuentra ubicado en las coordenadas 48°55′11″N 96°16′24″O / 48.91972, -96.27333. Según la Oficina del Censo de los Estados Unidos, Northwest Roseau tiene una superficie total de 326.26 km², de la cual 318.15 km² corresponden a tierra firme y (2.48%) 8.11 km² es agua.

## Demografía
Según el censo de 2010, había 25 personas residiendo en Northwest Roseau. La densidad de población era de 0,08 hab./km². De los 25 habitantes, Northwest Roseau estaba compuesto por el 100% blancos, el 0% eran afroamericanos, el 0% eran amerindios, el 0% eran asiáticos, el 0% eran isleños del Pacífico, el 0% eran de otras razas y el 0% pertenecían a dos o más razas. Del total de la población el 0% eran hispanos o latinos de cualquier raza.